# De Linthorst
De Linthorst is de naam van de grensovergang tussen Nederland en Duitsland nabij de plaats Stokkum in de gemeente Montferland. De Linthorst is van oorsprong een groene grensovergang. De grensovergang, een brug over het grensriviertje Die Wild, ligt ten westen van De Plantage van 's-Heerenberg en leidt naar de Emmerikse buurtschap Elsepaß en stadsdeel Borghees. Deze grensovergang is toegankelijk voor fietsers en voetgangers. De weg die tussen Stokkum en Elsepaß loopt heet aan Nederlandse zijde de Linthorsterstraat en aan Duitse zijde de Lindhorstweg, deze kruist via een brug de A3.

## Herkomst van de naam
In het jaar 996 werd de boerderij Linthusen door onbekenden geschonken aan het klooster op de Eltenberg, maar of het hier werkelijk de Linthorst betreft is niet zeker. In 1129 werd hetzelfde bezit als Lynchusen aangeduid, maar ook daaruit is geen zekerheid te verkrijgen. Wél zeker is een vermelding uit het jaar 1354 als Glinthorst.
Lindhorst is ook de veldnaam van een oude boerderij aan de Lindhorstweg, ooit een café en voordien een kasteeltje.

## Afbeeldingen

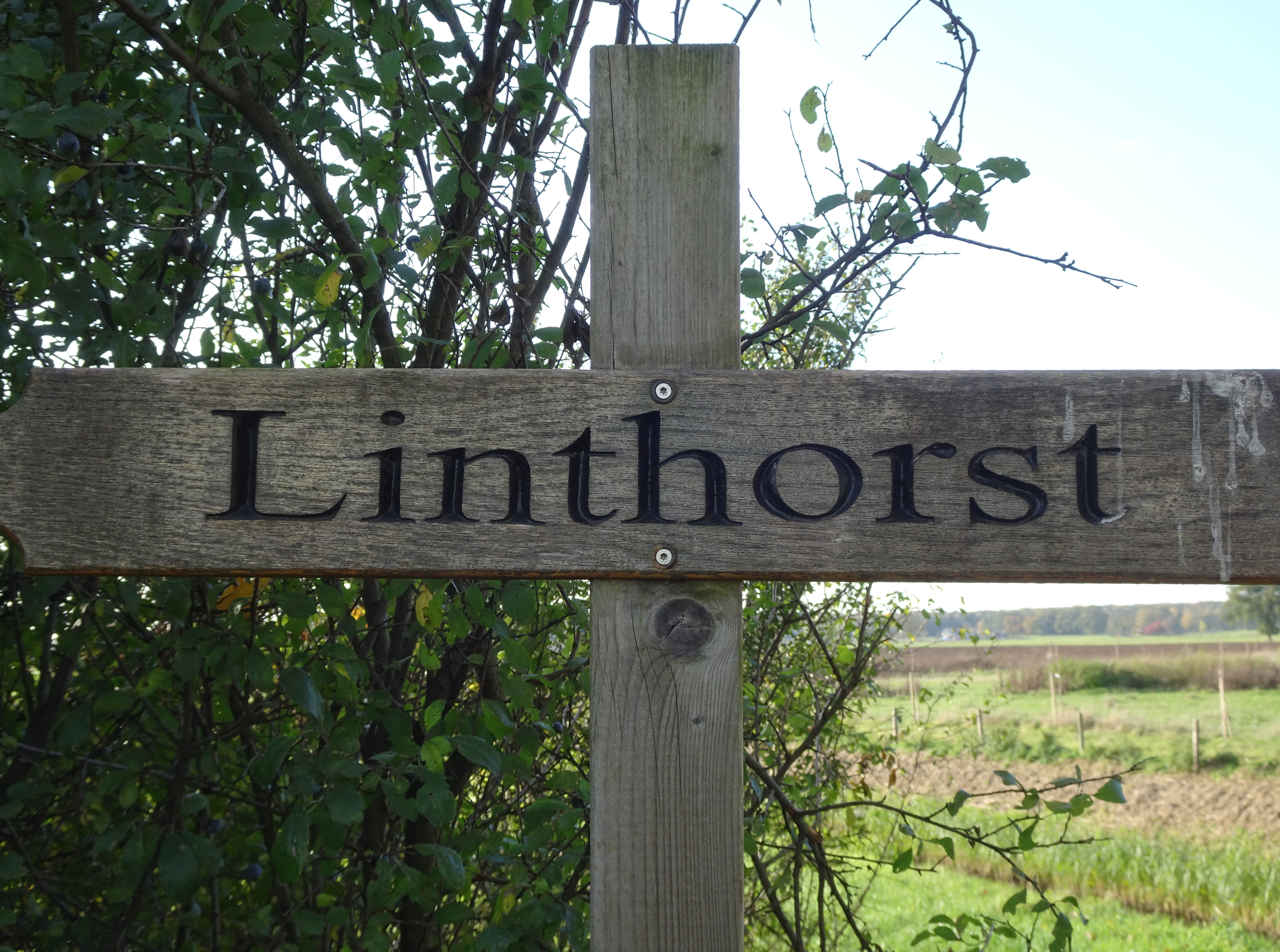
Linthorst
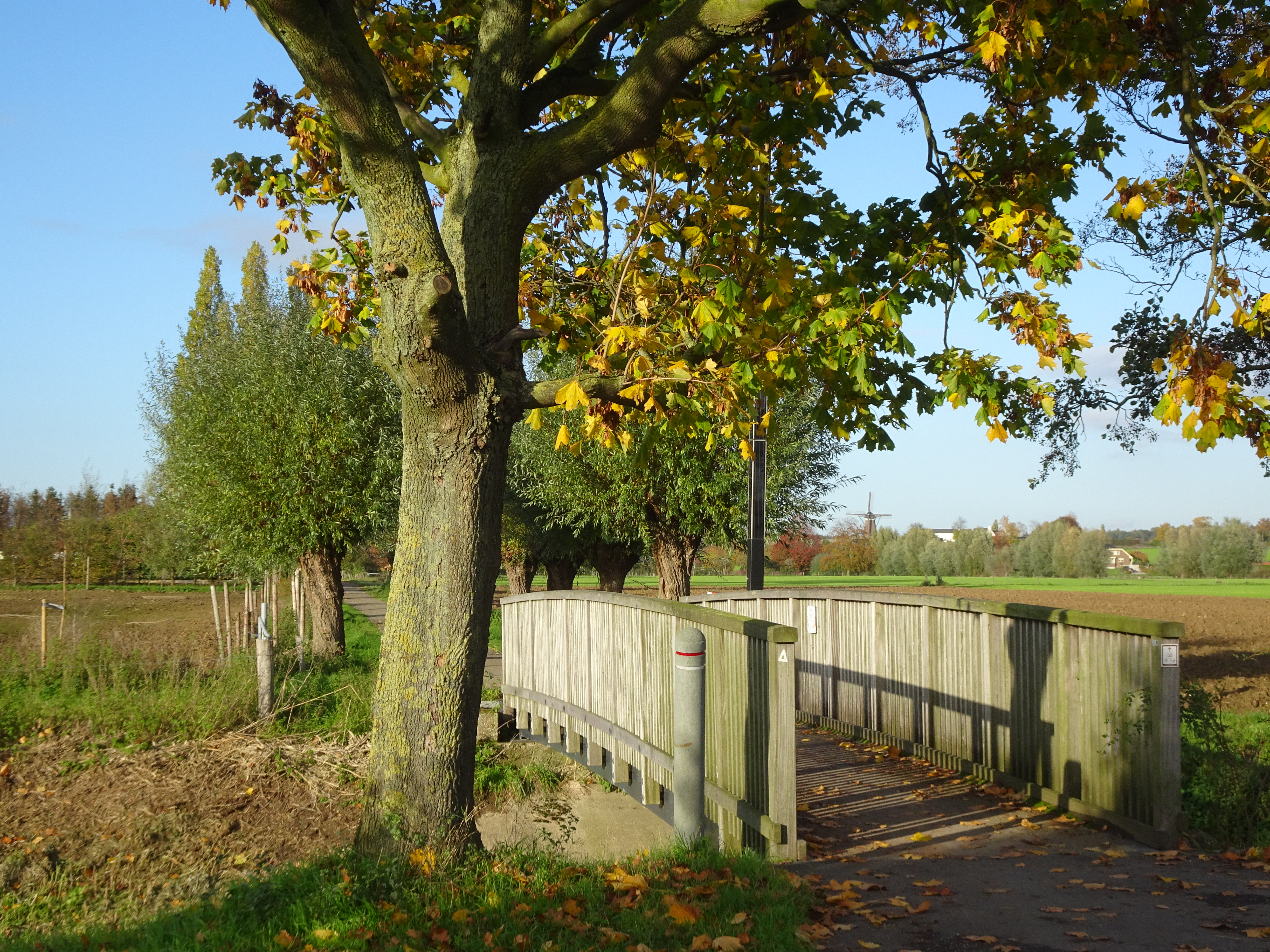
Linthorsterbrug richting Stokkum
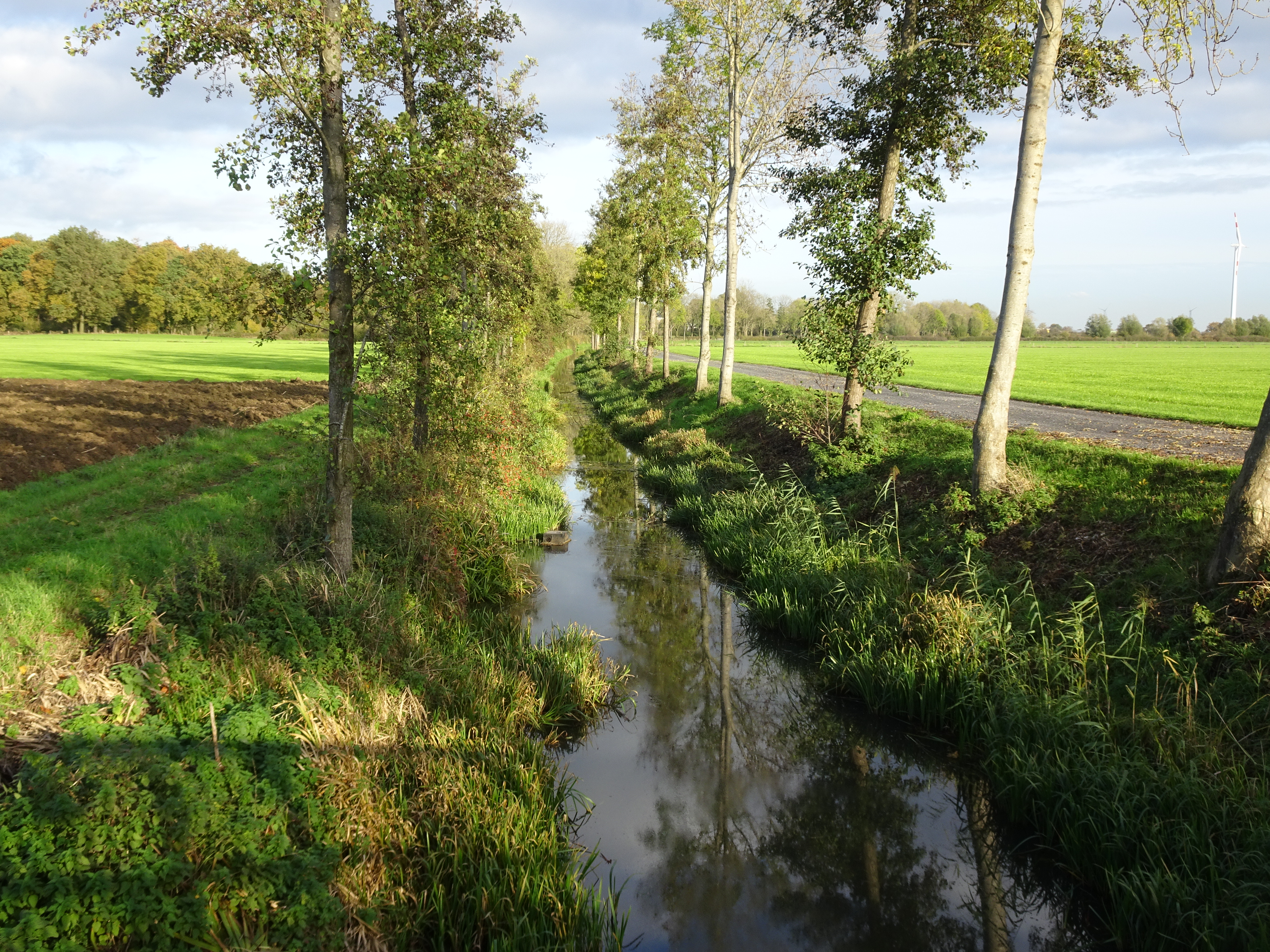
Grenskanaal / Die Wild
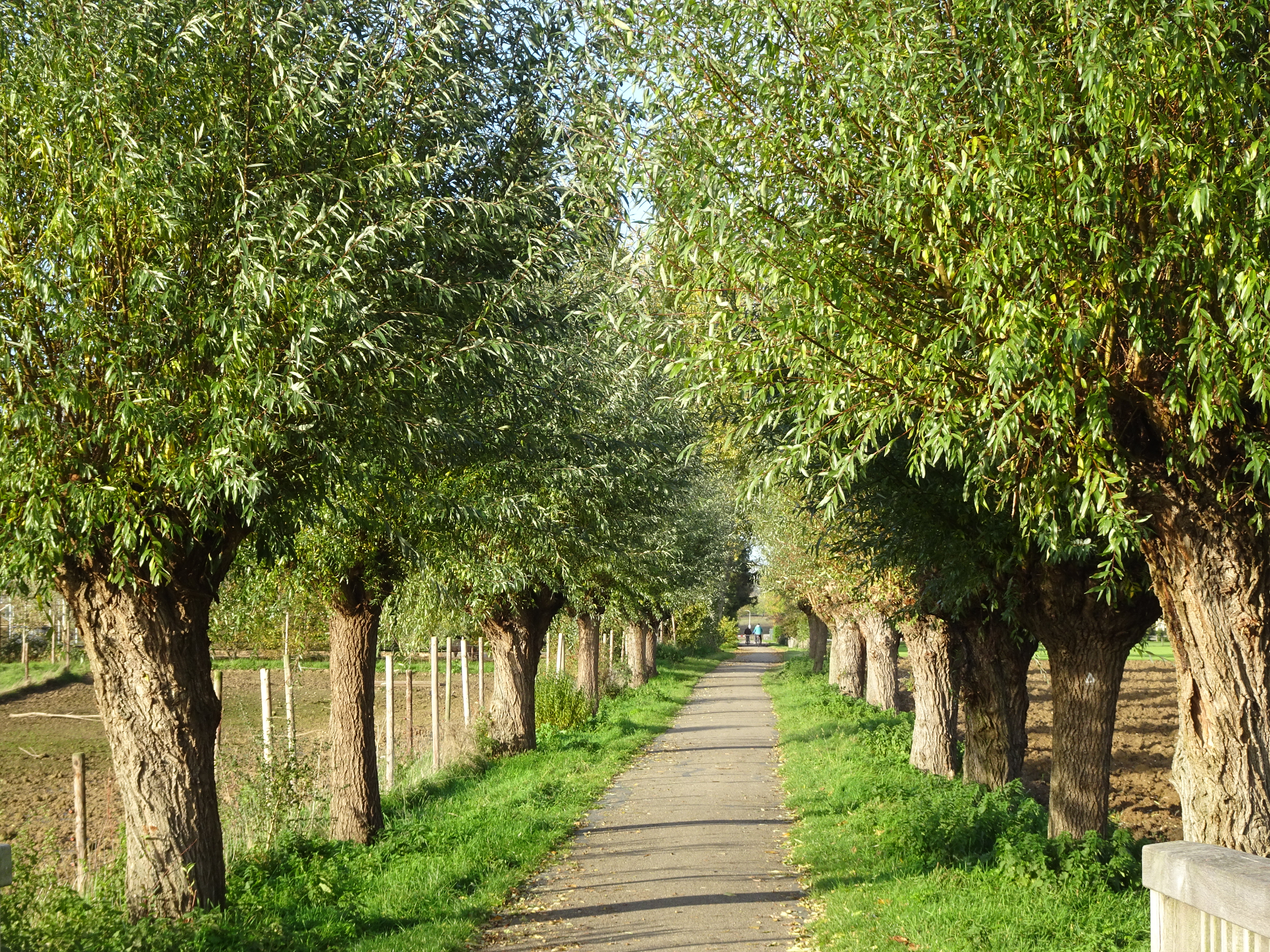
Linthorsterstraat richting Stokkum
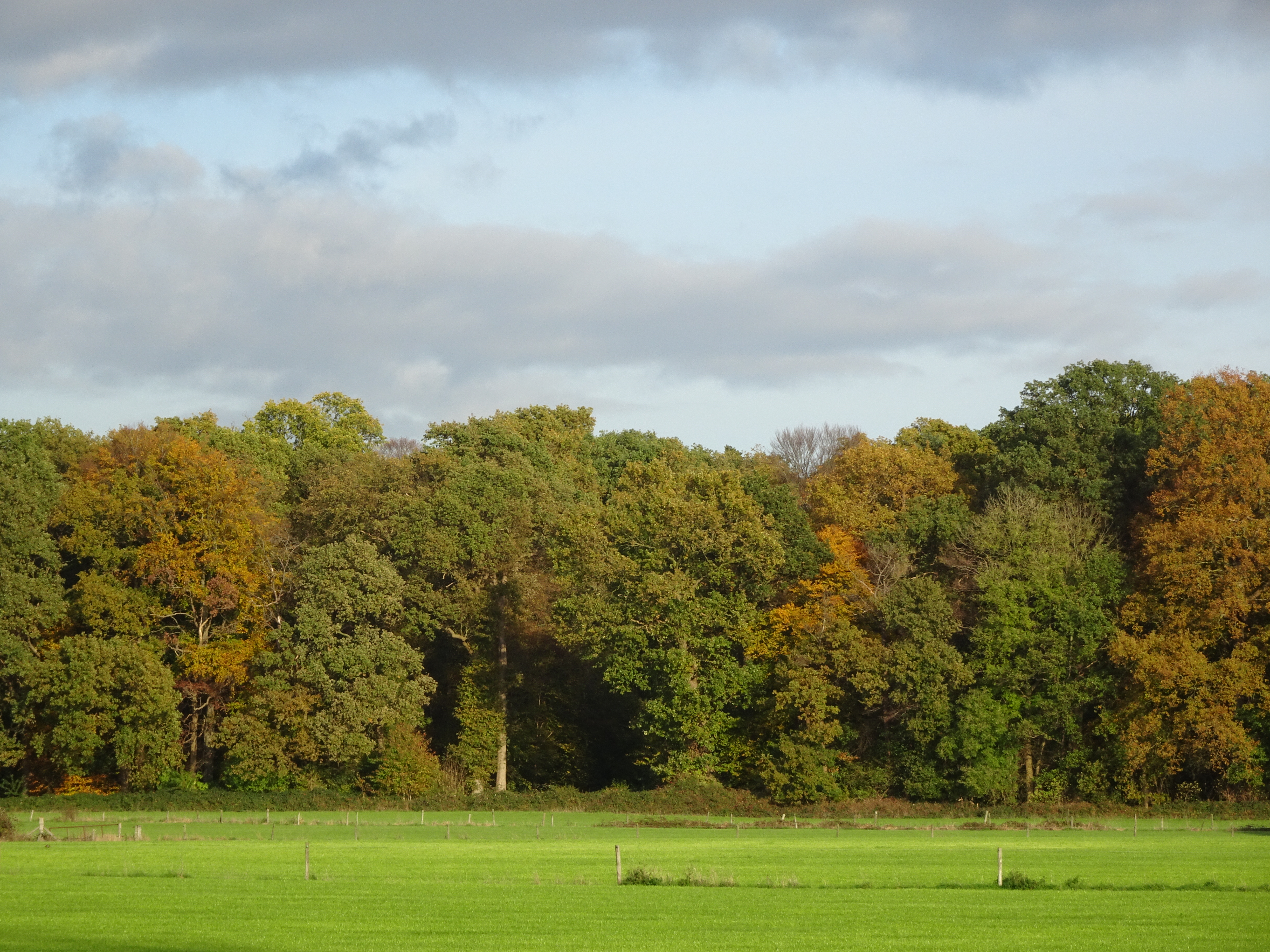
Bergherbos, De Plantage
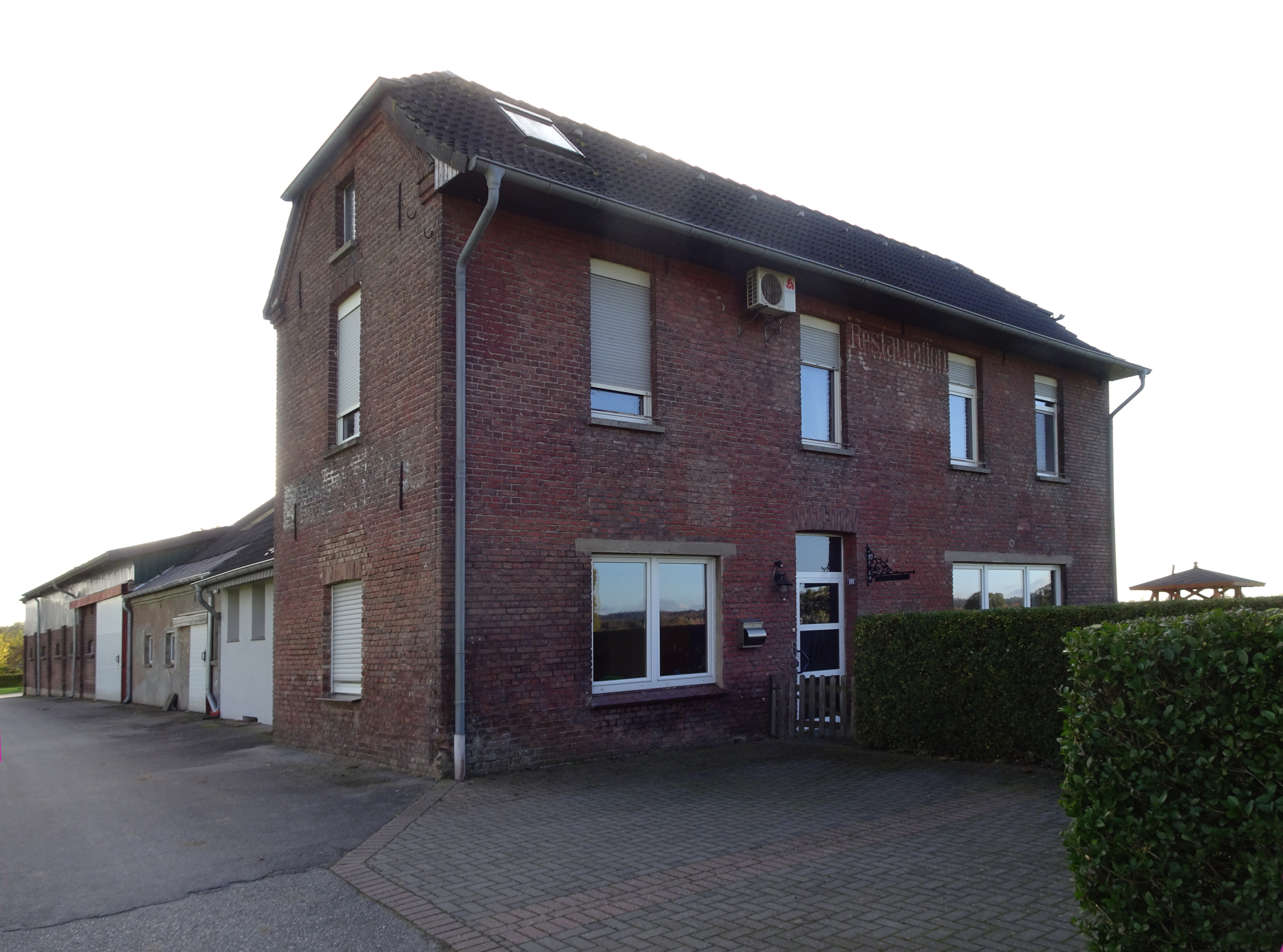
Boerderij aan de Lindhorstweg